# Gare de Vaumoise
Gare de Vaumoise vasútállomás Franciaországban, Coyolles településen.

## Vasútvonalak
Az állomást az alábbi vasútvonalak érintik:
- La Plain-Hirson-vasútvonal

## Kapcsolódó állomások
A vasútállomáshoz az alábbi állomások vannak a legközelebb:
- Gare de Crépy-en-Valois
- Gare de Villers-Cotterêts